# Жофроа де Вилерден
Жофроа де Вилерден (фр. Geoffroi de Villehardouin; око 1150. — око 1212) је био маршал Шампање и историчар Четвртог крсташког рата.
Шампањски маршал и историчар Жофроа де Вилерден је своје детињство провео на двору француског краља Филипа II Августа. Истакао се као добар предводник француских коњаника у локалним сукобима, па га је краљ 1191. године поставио за маршала области Шампање. Његова главна дужност била је да окупља краљевске вазале Шампање и предводи их у случају владаревог одсуства. У пратњи шампањског грофа Анрија II, сестрића француског краља, Вилерден је учествовао у Трећем крсташком походу (1189—1192). Пре одласка на Исток, Вилерден и остали великаши су се заклели Анрију да ће прихватити његовог млађег брата Теобалда за новог сизерена уколико се он не врати из рата. Анри се на истоку наметнуо за краља Јерусалима 1192. и Вилерден се вратио назад у Француску у службу Теобалда III. Када су 1199. године избиле нове побуне у Шампањи, Вилерден их је брзо умирио.
Искуство из Трећег крсташког рата допринело је маршаловом даљем уздизању. Планирању новог крсташког похода се придружио 1199. током витешког турнира који је организовао гроф Теобалд III. Током свечаности гроф је узео крст и окупљени племићи су га изабрали за свог предводника. Као грофов емисар, Вилерден је путовао у Венецију како би обезбедио крсташима бродове неопходне за пут на Исток. Међутим, Теобалд је преминуо у мају 1201. године, а Вилерден је био међу онима који су подржали избор Бонифација, маркиза од Монферата за новог вођу крсташа.
Иако то експлицитно не спомиње у својим списима, Вилерден је вероватно био присталица скретања Четвртог крсташког рата, прво у правцу угарског Задра, а затим и византијског Константинопоља. Након што су крсташи заузели Цариград за рачун свргнутог цара Исака II Анђела и његовог сина Алексија IV у августу 1203, Вилерден је у неколико наврата као дипломатски изасланик ишао код цара. Био је и у делегацији која је тражила од Исака II да прогласи свог сина, латинског штићеника, Алексија IV за савладара.
Након пада Цариграда у руке крсташа 13. априла 1204. и успостављања Латинског царства, Вилерден служи као војсковођа. Када је латински цар Балдуин I Фландријски тешко потучен и заробљен у бици са Бугарима код Једрена 14. априла 1205. године, Вилерден је успео да спроведе повлачење преостале крсташке војске. У знак захвалности за његова дела, солунски краљ Бонифације Монфератски му је даровао трачки град Месинопољ.
Након смрти Бонифиција Монфератског (1207), Вилерден се заувек повлачи из војног и политичког живота. Посветио се писању историје О освајању Константинопоља (De la Conquete de Constantinople) у коме је уз пуно детаља и мемоарских белешки описао догађаје везане за Четврти крсташки рат од Теобалдовог турнира у Екреу 1199. до Бонифацијеве смрти 1207. године. Његово дело осим историјских, има и књижевне вредности, а представља и једно од најстаријих прозних дела писаних на старофранцуском језику.
Вилерден доживео да његов синовац и имењак Жофроа I Вилерден постане кнез Ахаје 1209. године. Преминуо је неколико година касније, вероватно нешто после 1212. године.